# Nanotecnologia computacional
Nanotecnologia computacional é um campo emergente da ciência, que utiliza métodos e ferramentas computacionais avançadas para modelar, simular, analisar e projetar materiais, sistemas e dispositivos em escala nanométrica. A partir dela é possível estudar a construção de ferramentas computacionais para auxiliar a compreensão dos fenômenos físicos e químicos que ocorrem em escala nanométrica.

## Introdução
O objetivo da nanotecnologia computacional é desenvolver teorias, modelos e simulações de larga escala  para estabelecer tanto bases científicas quanto ferramentas de desenvolvimento de tecnologias à baixo custo nas seguintes áreas:
- Nanoeletrônica e computação
- Optoeletrônica e fotônica
- Sensores
- Materiais de uso específico

A modelagem e simulação são realizadas no tempo e no espaço utilizando fundamentos físicos, químicos e de ciência dos materiais. A verificação da validade dos modelos e dos resultados das simulações é feita através da comparação com experimentos.

## História e Evolução

#### Hardware
A miniaturização da escala dos transistores foi prevista por Gordon Moore, cofundador da Intel, em 1965. Segundo a lei de Moore, o número de componentes em um circuito integrado dobraria a cada ano. Para que tal acontecesse o tamanho individual de cada transistor deveria diminuir também chegando eventualmente à escala nanométrica.
No século XXI a proeza nanométrica foi alcançado no período 2004-2005, pela maioria das principais empresas de semicondutores, como Intel, AMD, Infineon, Texas Instruments, IBM, e TSMC. A marca de 90 nanômetros foi feita no nível da tecnologia CMOS (Complementary Metal–Oxide–Semiconductor)

#### Modelagem computacional
No início do século XX, com o surgimento da mecânica quântica, novas formas de visualizar a matéria foram descobertas. Descobrir as equações fundamentais que descrevem o comportamento de átomos e moléculas se tornou um grande foco da ciência. Para tal, é necessário primeiro resolver as equações retiradas dos dados experimentais: aí reside o problema. Como Paul Dirac disse: "As leis físicas subjacentes necessárias para a teoria matemática de grande parte da física e de toda a química são, portanto, completamente conhecidas, e a dificuldade é apenas que a aplicação exata dessas leis leva a equações muito complicadas para serem solúveis. Portanto, torna-se desejável que métodos práticos aproximados de aplicação da mecânica quântica sejam desenvolvidos, o que pode levar a uma explicação das principais características de sistemas atômicos complexos sem muita computação”. Resolver a equação de Schrödinger para sistemas com mais de alguns poucos elétrons é um desafio imenso.
Diante da impossibilidade prática de resolver as equações quânticas complexas para sistemas realistas à mão, o computador virou não só necessário, mas indispensável. É nesse ponto que a nanotecnologia computacional surge como uma ferramenta revolucionária. A escala nano, por conter efeitos quânticos, é essencial para tal feito. 

## Problemas abordados
Os problemas que surgem em nanociência e nanotecnologia são em geral de grande complexidade em diversos aspectos, tais como: grande quantidade de dados para processar, falta de técnicas analíticas para resolução de equações e grande quantidade de variáveis envolvidas nos problemas. A descrição precisa de fenômenos em escala nanométrica é feita através da teoria quântica, que possui equações de alta complexidade matemática. Um exemplo disso é a equação de Schrödinger, usada para descrever fenômenos quânticos, que atualmente possui resolução analítica exata somente para o átomo de hidrogênio. Essas peculiaridades tornam o computador uma ferramenta muito poderosa na resolução desses problemas. Através da computação podemos obter soluções numéricas aproximadas, o que possibilita um melhor entendimento dos fenômenos e  criação de novas tecnologias.

## Métodos e soluções
O método para solução dos problemas encontrados são em geral particulares para área em que se aplica. Porém em todas as áreas a solução passa pela resolução de equações diferenciais e algébricas ou um sistema delas. Com isso utilizam-se métodos numéricos para a resolução destas equações, os mais usados são: Método de Newton, Métodos quasi-Newton, Método de Euler, Método de Runge-Kutta, Método de região de confiança e outros. Uma outra abordagem que vem sendo utilizada recentemente é a utilização de técnicas de inteligência artificial tanto quanto para a resolução das equações ou ainda para a substituição das mesmas por modelos unicamente computacionais.